# Javaglasögonfågel
Javaglasögonfågel (Heleia javanica) är en fågel i familjen glasögonfåglar inom ordningen tättingar.

## Utseende och läte
Javaglasögonfågel är en liten sångarlik tätting med grått huvud, gulgrön kropp och varierande mängd vitt runt ögat, dock utan de typiska ”glasögonen” som hos många andra arter i familjen. Fåglar i bergstrakter på östra respektive västra delarna av ön har en mörk fläck mellan ögat och näbbroten och begränsat med vitt i ansiktet, medan de i centrala delarna har en stor men otydligt avgränsad vit fläck runt ögat. Sången består av en ljus serie visslande toner och bland lätena hörs ljusa "tchrr" och snabbt fallande visslingar.

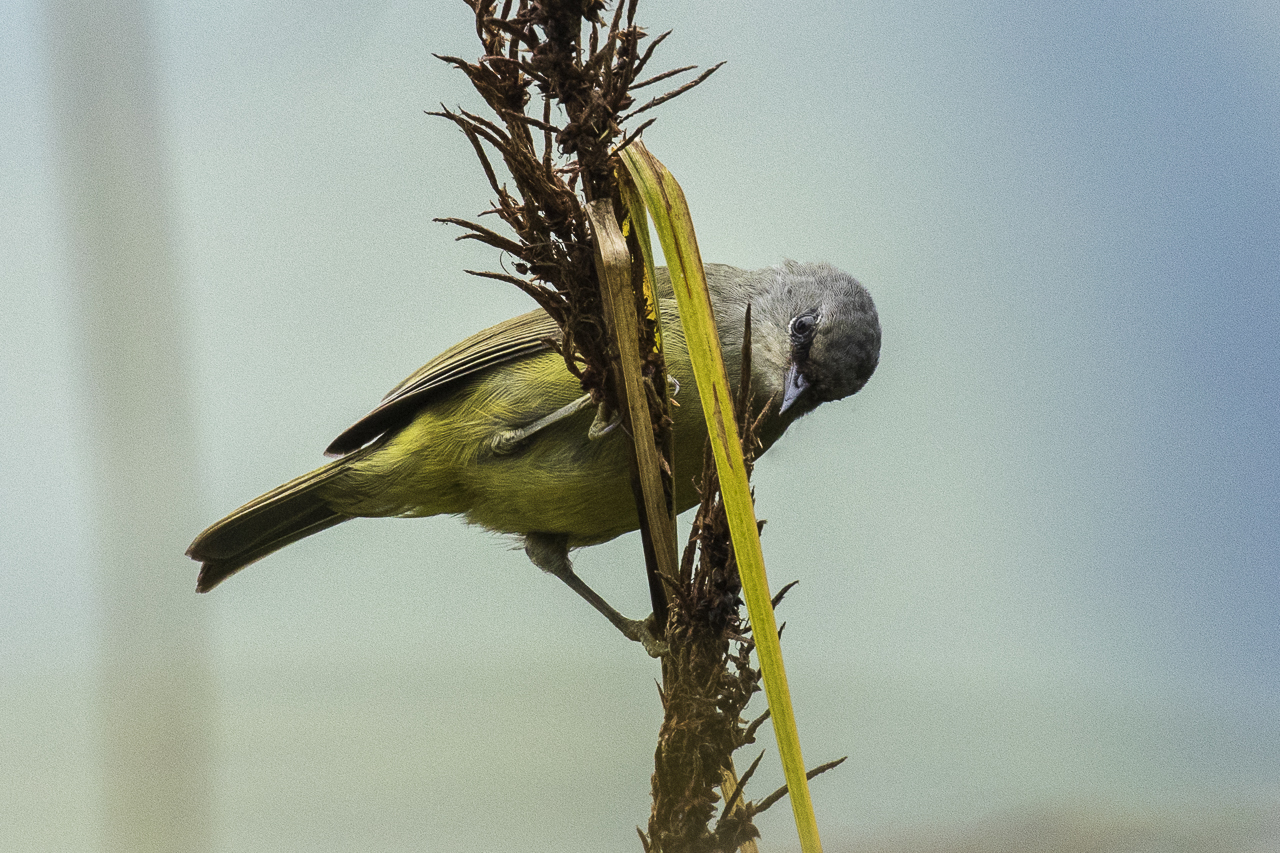

## Utbredning och systematik
Javaglasögonfågel förekommer i bergstrakter på Java och delas in i tre underarter med följande utbredning:
- frontalis – västra Java (berget Karang och Pangrango-Gedeh)
- javanica – centrala och östra Java
- elongata – östligaste Java (Idjenplatån) och Bali

### Släktestillhörighet
Arten placeras traditionellt i släktet Lophozosterops, men genetiska studier visar att arterna i det släktet står alla nära fåglarna i Heleia och förs numera allt oftare dit.

## Status och hot
Arten har ett stort utbredningsområde, men tros minska i antal, dock inte tillräckligt kraftigt för att den ska betraktas som hotad. Internationella naturvårdsunionen IUCN listar arten som livskraftig (LC).